# Lucius Antonius Saturninus
Pour les articles homonymes, voir Saturninus.
Lucius Antonius Saturninus (latin : L•ANTONIVS•SATVRNINVS Lucius Antonius Saturninus) est un sénateur et général romain qui mena en Germanie supérieure une révolte infructueuse en 89 contre l'empereur Domitien (81-96).

## Sa carrière
On ignore l'essentiel de la carrière d'Antonius Saturninus qui fut vraisemblablement victime de la damnatio memoriae après sa mort, son nom étant effacé des documents qui le portaient. Saturninus n'appartenait pas à une famille sénatoriale et devait son entrée au sénat à l'empereur Vespasien. On ignore ses origines, mais son nom laisse penser qu'il venait des provinces occidentales de l'empire. Il est possible, selon Ronald Syme qu'il fut proconsul de Macédoine vers 76, puis qu'il dirigea la province de Judée entre 78 et 81.
Antonius Saturninus fut consul suffect en juillet 82 avec comme collègue P. Valerius Patruinus. Il est ensuite nommé gouverneur de Germanie supérieure, province comptant quatre légions et prend ses fonctions à Mogontiacum capitale de la province où se trouve la garnison des légions XIV Gemina et XXI Rapax.

## L'usurpation
Le premier janvier 89, il tente une usurpation du pouvoir impérial avec l'intention de renverser Domitien. Sa rébellion est rapidement écrasée par l'intervention de Lappius Maximus, gouverneur de la province voisine de Germanie inférieure. L'armée de Germanie inférieure est alors grandement honorée par Domitien qui lui confère les titres de Pia Fidelis et Domitiana. Selon Dion Cassius, Maximus brûla les papiers de Saturninus limitant ainsi considérablement la répression de la révolte par Domitien. La légion d'Espagne, la VII Gemina fut aussi envoyée en Germanie pour participer à la répression, elle y fut conduite par son légat, le futur empereur Trajan, mais n'arriva qu'après l'écrasement de la révolte.
Selon Dion Cassius, la répression menée par Domitien à la suite de l'usurpation de Saturninus occasionna de nombreuses morts et les têtes de Saturninus et de ses complices furent envoyées à Rome et exposées sur le forum. Ronald Syme fait toutefois observer que la répression semble avoir surtout touché la Germanie et l'on ne peut pas mettre d'autres éliminations de personnel politique explicitement en rapport avec le soulèvement de Saturninus. Domitien décide aussi de ne plus laisser deux légions tenir garnison ensemble pour éviter de tels soulèvements et rendre leur garnison moins dangereuse pour le pouvoir. Il est possible que la légion legio XXI Rapax ait été dissoute en punition de sa participation à la rébellion de Saturninus.
Il est difficile de dire si Antonius Saturninus fut lui-même directement à l'origine de la rébellion, ou s'il ne fut pas plutôt poussé par ses soldats. Si nos sources parlent de possibles appuis venus de Germanie, elles ne montrent pas vraiment de préparation et donnent l'impression d'un soulèvement improvisé dans l'urgence. Elles décrivent Saturninus comme une personne peu recommandable et débauchée. Selon Suétone et Dion Cassius, un tribun laticlave, Julius Calvaster et un centurion de la garnison de Mayence échappèrent à la répression de la révolte en mettant en avant leur homosexualité, leur nature d'impudici expliquait leur soumission à Saturninus et les empêchait d'avoir été vraiment des révoltés actifs. Pour le Pseudo-Aurelius Victor, Saturninus se serait révolté car Domitien aurait moqué ses pratiques homosexuelles, l'accusant de se prostituer.

## Saturninus dans les sources anciennes
Saturninus est évoqué par divers auteurs antiques : Suétone, Martial, Elien, Dion Cassius, le Pseudo-Aurelius Victor, l'Histoire Auguste.